# Midtre Gauldal
lat_seclon_seclat_deglon_minlon_deglat_min
Midtre Gauldal je občina v administrativni regiji Sør-Trøndelag na Norveškem.